# 芸予諸島
芸予諸島（げいよしょとう）は、日本の瀬戸内海西部に位置する諸島。広島県と愛媛県に属しているため、両県の旧国名である安芸国と伊予国から一文字ずつ取ってこう呼ばれている。以前は芸予叢島（藝豫叢島、げいよそうとう）と呼ばれていた。

## 位置・範囲
芸予諸島は広島県本土（本州）と愛媛県本土（四国）の間に位置する。広島県（旧備後国を含む）呉市から東の島と、愛媛県旧越智郡島嶼部および若干の付属島嶼、大小数百の島から成る。西に防予諸島、東に笠岡諸島が位置する。かつては下蒲刈島から大崎上島・大三島の周辺のみの狭いエリアを芸予諸島と呼ぶことがあった。
範囲の目安としては、東端が広島県福山市鞆の浦と愛媛県今治港を結ぶ線、西端が能美島・倉橋島までである。ただし東西共に境界は曖昧である。西端部では広島湾奥部は含まないが、湾口部の島々は含めることがあり、最大で山口広島県境の甲島まで含む場合がある。東端部は鞆の浦から今治港を結ぶ線までとされるが、その外側にある魚島群島や四阪島、来島群島の比岐島を含む場合も多い。
芸予諸島をより細かく分ける場合、西側から安芸群島（江田島周辺のみ）・蒲刈群島・下大崎群島・上大崎群島・関前諸島・来島群島・越智諸島・芸備群島・上島諸島・備後群島とする。なお、芸備群島の一部と備後群島は厳密に言えば、安芸国ではなく旧備後国に属している。

## 社会

### 人口
有人島は約50島、人口は合計約17万人。能美島・因島・向島・倉橋島の広島県4島の人口が比較的大きく、いずれも1万人を超えている。他5000人を超えている島として、広島県大崎上島・生口島、愛媛県大島・伯方島・大三島の5島がある。2010年の国勢調査によれば向島（尾道市市街）・因島に人口集中地区が存在している。ほとんどの島で本土より早いペースで過疎化・高齢化が進行している。

### 行政区画
平成の大合併の結果、芸予諸島の島々からなる市町村の多くは、本州・四国本土を中心とする広島県呉市・尾道市、愛媛県今治市などに組み込まれた。現在、芸予諸島に市役所・町役所・村役所を置く自治体には江田島市・大崎上島町・上島町がある。

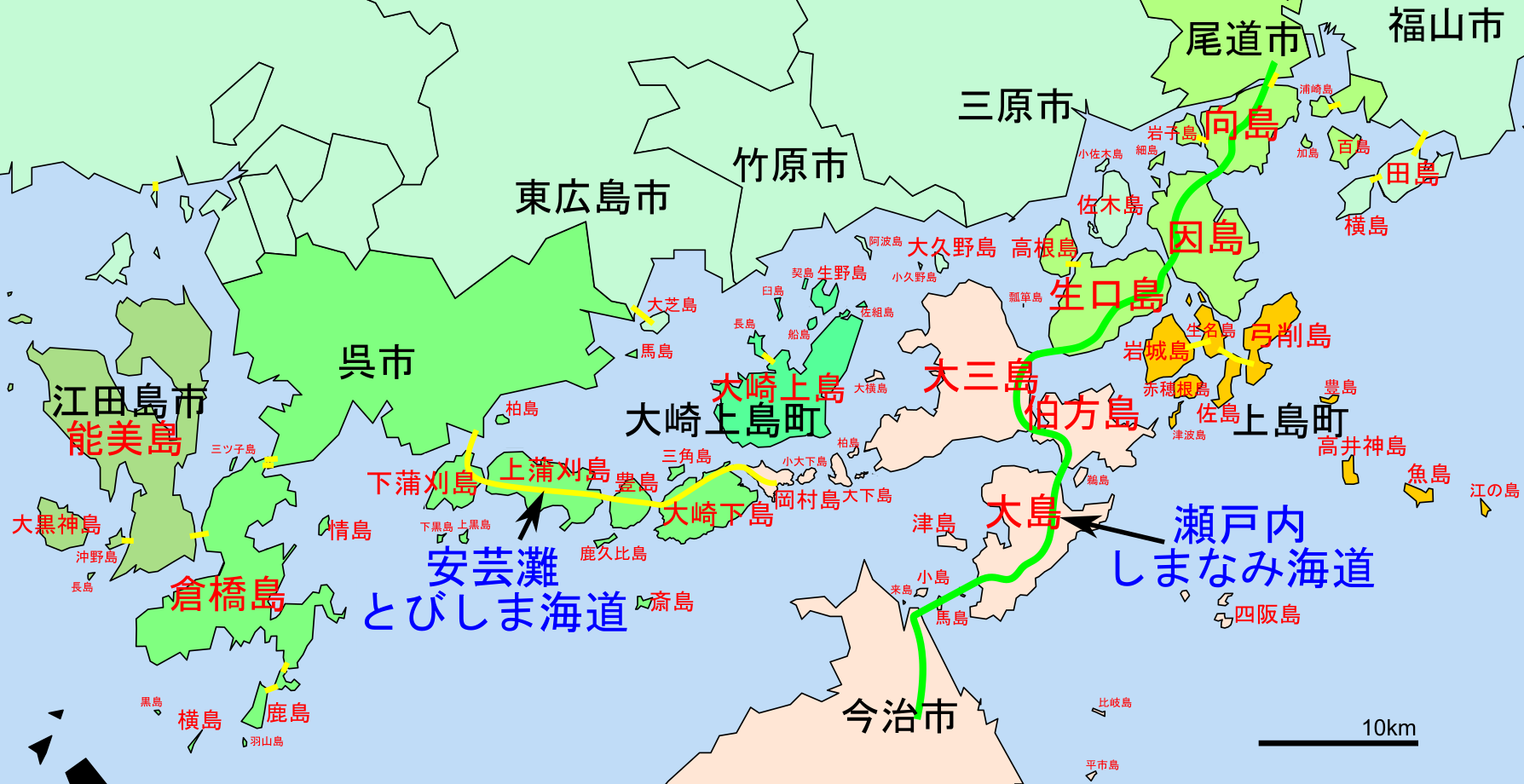
芸予諸島の全体図

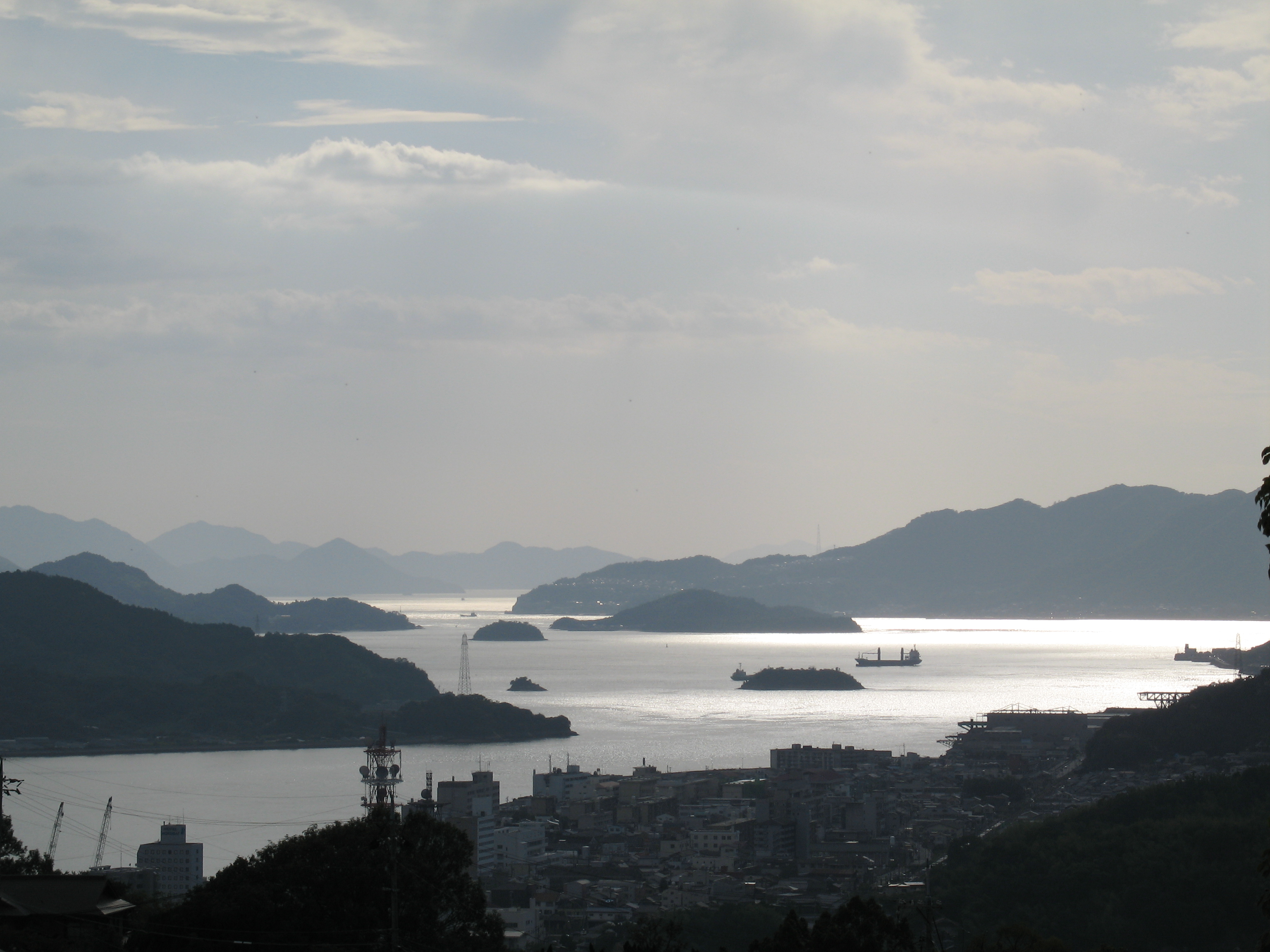
かつてはクジラやイワシの回遊が見られたという伝承が残されている三原市の「鯨島」と尾道市の岩子島。

## 自然

### 地形
地形的特徴としては、多島海で知られるが、どの島も平野部が狭く急峻な山あるいは丘陵地で占められている。芸予諸島最高峰は生口島西部の観音山で標高472.3m。

#### 海峡
瀬戸内海は、その地形の複雑さと潮汐の激しさが、流れの速い潮を生み出した。大正時代の物理学者・文学者である寺田寅彦は、「広い灘と灘を連絡する海峡の両側の海面の高さが時刻によって著しく違うところが出来ます。そうすると水面の高い方から低い方へ海の水が盛んに流れ込むので強い潮の流れができます」（『寺田寅彦全集 第六巻』、岩波書店、1997年）と記した。なかでも、四国と大島とに挟まれた来島海峡はちょうど瀬戸内海の中心に位置し海峡幅も広いため現在では国際航路として様々な船が航行しているが、古くは「一に来島、二に鳴門、三と下って馬関瀬戸」と唄われるように潮の流れが速く瀬戸内海有数の難所であった。やがて、こうした地形を巧みな操船技術を持つ者が支配権を握るようになる。
一方、元々陸地として繋がっていたものを、航路として用いるため人工的に開削したところも存在する。例えば、呉市本土と倉橋島の海峡である音戸の瀬戸には日宋貿易の航路として用いるため平清盛が沈む夕日を扇で招いて1日で開削したとの伝承「日招き伝説」が残る（実際に掘削したかは不明）。

### 気候
気候は瀬戸内海式気候であり、製塩、柑橘栽培などを生む素地となった。今日、丘陵地では温暖で少雨な気候を活かした農業が展開されている。

### 動植物

#### 植物
植生で特徴的なのは、ほぼ広葉樹の代償植生で占められている点である。これはこの地で古くから製塩業が盛んで、製塩の際に熱源を必要としたことから燃料用に大量に木々が伐採されたことによりはげ山となり、そこで繁殖力旺盛なアカマツが植えられていったことによる。

#### 動物
イノシシが生息しており、海を泳いで島から島へ渡る様子が住民たちによって度々目撃されている。芸予諸島では、ドングリが少なく田畑が休む冬場でも、柑橘類が豊富でイノシシが餌に困ることがない。近年では皮を剥いて食べた痕跡も発見されている。

#### 海洋性の動植物
尾道水道にはかつての海洋生物の定期的な出現（回遊）に因んだとされる地名が複数残されている。三原市に所属する二つの小島の「鯨島」はクジラの回遊が見られた事からその名が付けられたともされており、因島で捕鯨が行われた可能性を示唆させる資料も残されており、瀬戸内海に大型鯨類（ヒゲクジラ類）が普遍的に回遊していた可能性を示唆させる資料の一つになっている。
これらに隣接する尾道市の岩子島はイワシの回遊に因んで命名されたとされている。
福山市にはニホンアシカの記録も残されている。
今治市の能島と鯛崎島には「クジラのお礼参り」という民話が存在し、スナメリは後述の通り、決して多くはないが近年にも確認されており、現代でもまれではあるがイルカやクジラが周辺に姿を見せることもあり、短期間ではあるが居着いた事例も存在する。
芸予諸島には現代の瀬戸内海でも比較的に多くのアマモの藻場が残されている。竹原市の沿岸には、カブトガニの貴重な生息地である賀茂川の河口の「ハチの干潟」や、天然記念物に指定されている阿波島の「スナメリクジラ廻游海面」が存在する。呉市の「アビ渡来群游海面」や三原水道・有竜島の「ナメクジウオ生息地」も天然記念物の指定対象になっている。上記の「ハチの干潟」では、ハクセンシオマネキや90年ぶりの採取が報道されたサナダユムシなどの特筆すべき生物種も確認されている。
一方で、スナメリは安芸灘から播磨灘にかけて著しく減少したと言われており、上記の天然記念物の阿波島周辺でも近年の確認はかなり少ない。

## 歴史
芸予諸島に非常に多くの島が密集していることで、当地の歴史の在り方に種々の影響を及ぼしてきた。

### 先史時代
縄文時代における芸予諸島の遺跡は海岸に集中している。製塩や海上交通とのかかわりも指摘されている。
芸予諸島の島々は温暖小雨であることから古くから製塩が盛んであった。古くは小型の土器に海水・海藻を入れ煮沸させて製塩しており、芸予諸島近辺では椋の原清水遺跡（松山市）から出土した3世紀末弥生時代中期末の製塩土器が最古のものになる。製法が発明あるいは伝達したルートは不明であり、一説では岡山県児島地域から山陽側を伝わり芸予諸島の島々に広がっていったとしている。
芸予諸島で最も古い製塩土器は、馬島のハゼヶ浦遺跡と亀ヶ浦遺跡から出土したもので、時期は弥生時代末頃（3世紀末）。伯方島の袈裟丸遺跡からは、4世紀末頃の製塩土器が出土している。この後、伯方島では、少なくとも7世紀初め頃まで製塩が続けられた。また、豊島・津波島など、今では無人島の状態に近いような島からも製塩土器が出ている。このような小さな島にも弥生時代以来人が住み、製塩が行われていたことを意味する。
芸予諸島とその周辺沿岸部地域では、弥生時代の製塩遺跡数は少ないものの、古墳時代前半（4世紀頃）になると、数多く出土している。古墳時代後半（6世紀後半）になると、従来とは比較にならない程の最大規模の生産が行われた。塩は地元やその近辺のみならず、新たに成立したヤマト王権の関与の元、近畿地方にも運ばれたと考えられている。この時期は、和歌山県・大阪府の沿岸部などの近畿地方周辺部では、土器製塩が衰え、それまで頼っていた福井県・兵庫県の生産量でも足りず、瀬戸内中部地域からの「も潮」がもたらされた。藤原京・平城京跡などから出土した木簡には、塩に関係するものが多い。考古学的な証拠はないが、伊予製の塩も運ばれていたと思われる。
なお、庄原市・三次市・東広島市など、海から離れた内陸部から製塩土器が見つかることもあるため、製塩土器は塩の運搬容器としても使われたとみられている。
芸予諸島（広島県側）の主な遺跡
- 宇治島 - 宇治島北の浜遺跡
- 小細島 - 小細島I遺跡、小細島II遺跡、小細島III遺跡
- 宿祢島 - 宿祢島遺跡
- 佐木島 - 須波遺跡、佐木島東遺跡
- 小佐木島 - 北浦遺跡、清水谷遺跡、西谷遺跡
- 生野島 - 小馬取遺跡、大馬取遺跡、榎迫遺跡、観音浦遺跡、月の浦3号遺跡、かんね1号遺跡、かんね2号遺跡、七谷遺跡、福浦2号遺跡、草の浦1号遺跡、大がね遺跡
- 臼島 - 臼島牛ヶ首遺跡
- 折免島 - 折免島南遺跡
- 長島 - 長島布浦遺跡
- 向島 - 古江波貝塚
- 大崎上島 - 長松遺跡、瀬井遺跡
- 因島 - 大浜広畠遺跡
- 細島 - 細島I遺跡、細島II遺跡
- 上蒲刈島 - 沖浦遺跡
- 斎島遺跡 - 豊田郡豊浜町斎島

### 大山祇神社と河野氏

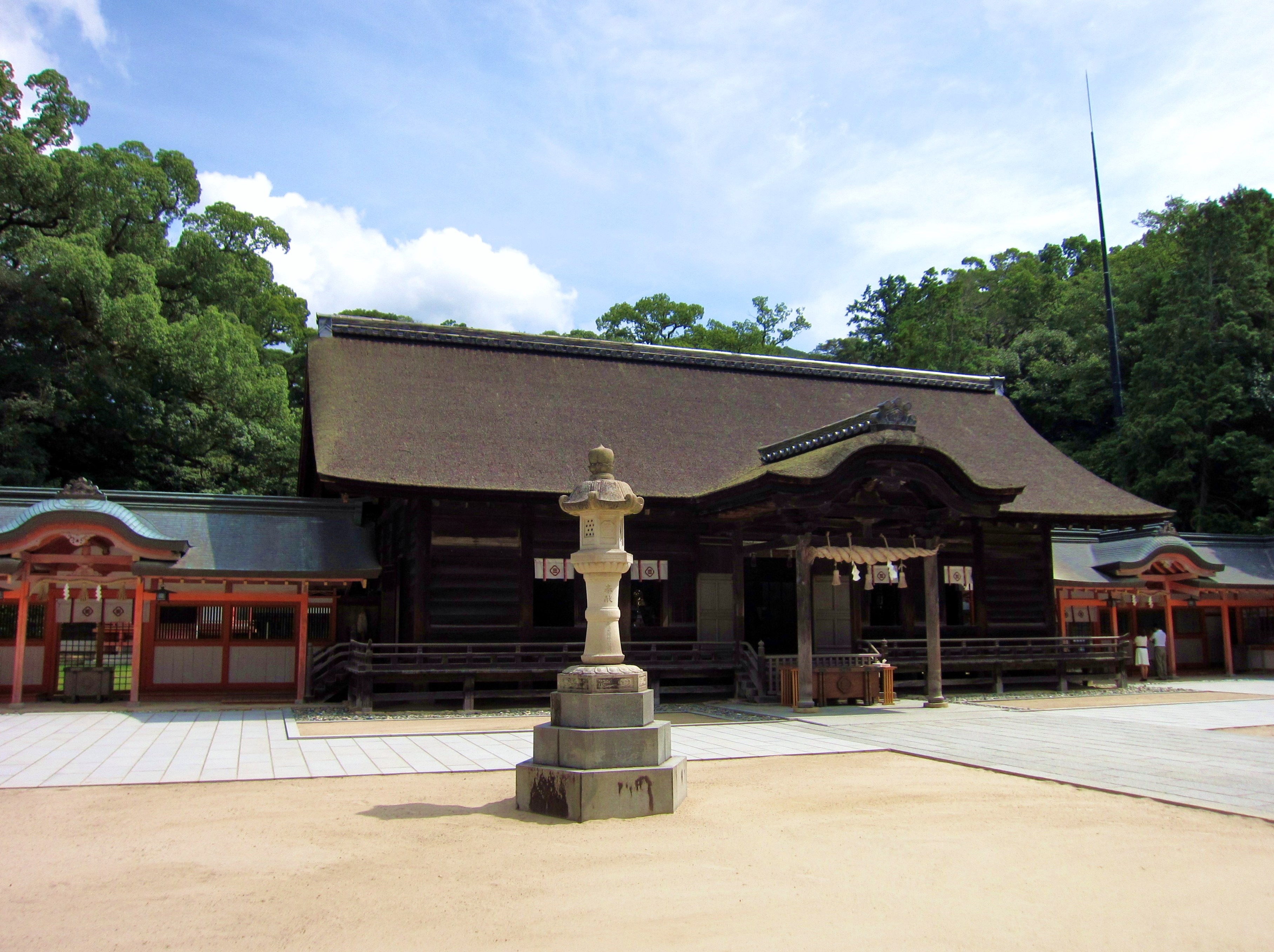
大山祇神社

芸予諸島のほぼ中央である大三島には、大山積神を祭神とする一の宮大山祇神社が鎮座する。島は古くは「御島」と言われていた。神社は宝亀9年（778年）光仁天皇が勧請したものとされ、水の神・山の神・海の神として、そこから航海の神・戦いの神・農耕の神・漁業の神・酒造の神などとして、歴代の朝廷や芸予諸島周辺の信仰の対象であった。
大宮司は代々越智氏、そして越智氏を出自とする大祝氏が務めた。彼らが後に三島水軍となる。そして越智氏を出自として河野氏が生まれ河野水軍が編成され、瀬戸内海の広い範囲を支配した。平安時代末期の源平合戦で源氏方に呼応し、壇ノ浦の戦いでは150艘もの水軍を編成し勝利に導いた。鎌倉時代の元寇の役では河野通有が水軍勢として活躍した。大山祇神社の社宝として剣・甲冑・弓箭具などの武器武具類の多いのは、神社を氏神とした河野氏が奉納したことによる。後述の村上水軍（海賊）も形式上は河野氏配下になる。
大山祇神社領は三島領七島と呼ばれ、室町時代前期時点で生奈島（現在の生名島）・岩城島・大三島・大下島・岡村島・御手洗島（あるいは下島・現在の大崎下島）・豊島で構成されていた。つまり現在の広島県側である大崎下島・豊島・斎島は、中世においては伊予国側であった。

### 水軍の勢力争い

村上水軍の総領家で能島殿と呼ばれた村上武吉。

三島水軍（大祝氏）の鶴姫。大内氏との争いの中で生まれた伝承上の人物とされている。

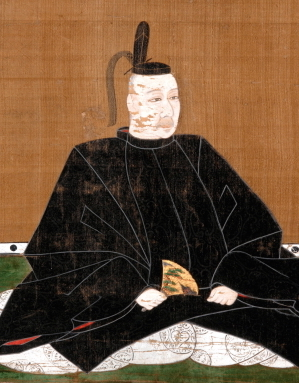
小早川水軍、後の毛利水軍を指揮した小早川隆景。

律令国家は陸路を重視し、大宰府から都につながる大宰府道・山陽道を交通の中心としたが、平安時代以降は、平安京で消費される米・塩など重量の重い物資を輸送力の高い海運に頼るようになり、波が穏やかで大きな潮汐差を船の推進力に利用できる瀬戸内海には、多くの輸送船が往来するようになった。経済的な価値を高めた芸予諸島は、畿内の貴族・大寺社などによって荘園化が進められた。国司や荘園領主は徴税を強化することで、製塩や海産物資源を獲得し、住民の移動・流浪を抑えて定住化を図った。これに反発する海運従事者や異郷に流浪する人々などは各地で紛争を引き起こし、海賊を生む状況を作り出した。
中世の荘園時代でも塩の生産が盛んで、室町時代には「備後」という名称で年9万石余が畿内に送られていた。『万葉集』では「朝凪に玉藻刈りつつ夕凪に藻塩焼きつつ…」と詠まれている。応安4年（1371年）今川貞世（了俊）の紀行文『道ゆきぶり』には向島を見て「しほやどもかすかにて、やきたつるけぶりのすえ物あはれなり。此島にしほやくたびに、一日二日のほどに必ず雨のふり待るといひならはしなり。（沿岸部で盛んだった製塩業では塩を焼くときの煙で雨を呼んでいた。）」と書かれている。
当時の海賊衆の様子がわかるものの一つに、室町時代に朝鮮使節として来日した宋希璟の『老松堂日本行録』（1420年）がある。そこには、京都への往路、「鎌刈三の瀬」を通過する際の記事として、「かつてここで朝鮮使が海賊に遭遇し、船中の礼物や食糧・衣服などを全部掠奪されたが使者以下は害を免れたこと、そこは室町幕府将軍の威光の届かない場所であるが、東より西に向かう船は東の海賊を一人乗せれば西の海賊が害を及ぼさず、西より東に向かう船は西の海賊を乗せれば東の海賊が害を及ぼさないことになっているので、七貫文出して東の海賊を乗せてきたこと」などを記している。このことから海賊衆が瀬戸内海各地に関所を設定して船舶から関銭を徴収したり、船舶に乗船して水先案内や警護の見返りに金銭を受け取っていたことが分かる。
こうした海賊は時代が下ると組織だって行動し始め、水軍となっていった。そして戦国大名は彼らと対立、あるいは“警固衆”として味方に引き入れようと画策していった。
芸予諸島の海賊衆の中で最も有名なのが村上水軍（村上海賊）である。南北朝時代に南朝方として活躍した村上義弘が祖と伝えられ、この時代に東寺弓削島荘の近海で活動を行っていたことが確認されている。彼らは形式上は河野氏配下であったが独自路線を歩み、芸予諸島において西瀬戸内海の海上交通・海上運輸における「独自の秩序」を作り上げ、瀬戸内海航路を縦横に遮る連繋をとることで活動を行っていたと考えられている。伝承によればもともと同一の家から次の3つの一族に分立した。
- 能島村上氏 - 芸予諸島の大島-伯方島間の船折の瀬戸の真ん中にある能島城・大三島と伯方島間の屈曲の多い鼻栗の瀬戸にのぞむ甘崎城などを築いて活動した。能島城には居館・家臣屋敷・職人屋敷が、隣接する鵜島には造船所・船奉行屋敷・船大工屋敷などが存在した。
- 来島村上氏 - 高縄半島-大島間の来島瀬戸に来島・中渡島・武志島の砦を築く
- 因島村上氏 - 因島南端にあり燧灘に対する基地となった長崎城、尾道水道への抑えとして築かれた青木城、島の中央の青陰城などを拠点に活動

宣教師ルイス・フロイスは、村上水軍を“日本最大の海賊”と評した。
また南北朝時代、北朝方として備後沼田（三原市）を拠点とした小早川氏が南下してくる。勢力を拡大した小早川氏はそれぞれの島で警固衆（小早川水軍）を編成すると、室町時代に前述の"備後"と呼ばれた塩の取引に絡んでいる。その庶家の一つ生口氏の拠点である瀬戸田（生口島）から出る"生口船"は室町幕府保護のもとで備後を運び、その取引量は文安2年（1445年）兵庫湊（神戸港）海関の通行記録である『兵庫北関入船納帳』で瀬戸内海有数のものであったことがわかっている。室町時代前期に伊予国であった大崎下島・豊島は室町後半ごろに小早川氏が掌握、ここから安芸国に属するようになった。彼ら小早川一門はのちに安芸の戦国大名・毛利元就の傘下に入ることになる。
そして、西側は南北朝時代に倉橋島や蒲刈群島に移り住んだ多賀谷氏（倉橋多賀谷氏・蒲刈多賀谷氏）が、現在の呉市中心部には呉衆とよばれる連合水軍がおり、戦国時代中期にはそれらは大内氏警固衆として活躍している。
1551年、大内義隆に仕えていた陶晴賢は主君を倒し、瀬戸内海上の交通・運輸ルートを掌握した。晴賢は海賊衆の秩序に介入し、海賊衆らの警固料徴収を禁止し、商人からの礼銭を独占しようとした。村上水軍はこれに反発し、晴賢と元就が衝突した1555年の厳島の戦いでは、小早川氏を介して元就に味方した。村上水軍を味方につけた元就は厳島で4000人余の軍勢を率い、2万人の陶軍を破って瀬戸内海の交易路を掌握した。これ以降、毛利氏は中国地方の覇権を握ることになる。
ただ、彼ら海賊衆は天正16年（1588年）豊臣秀吉の海賊停止令により、事実上解体されることになる。この中で「伊郡喜島（斎島）では海賊行為を禁止したにもかかわらず、まだ出没している」と名指しされており、伝承によると当時の島民は秀吉により虐殺されたという。

### 近世 - 交易路としての発展
近世に入ると瀬戸内海一体では木綿帆が普及しており、水主の労働力の省力化と高速化を可能にする帆走専用の弁財船が発達し、ある程度の横風や逆風のなかでも帆走が可能になった。当地にはもともと船大工が多く、特に古くから造船業で栄えていた広島藩倉橋島では「終日丁々戛々の音」絶えないほど盛んに船が造られ、全国各地から注文が殺到したといわれる。
江戸幕府は各地に海駅（海路における公認宿場）を置き、芸予諸島内では三之瀬（下蒲刈島）と鞆の浦が整備された。江戸時代の1605年以後、将軍代替わりを慶賀して朝鮮王朝から朝鮮通信使が1811年まで計12回来日した。通信使は瀬戸内海を通り、芸予諸島で接待を受けた。特に三之瀬は評判がよく、通信使一行から「安芸蒲刈御馳走一番」と絶賛された。また、鞆の浦からながめた瀬戸内海の風景は「日東第一形勝」（日本一の景勝）と賞賛された。

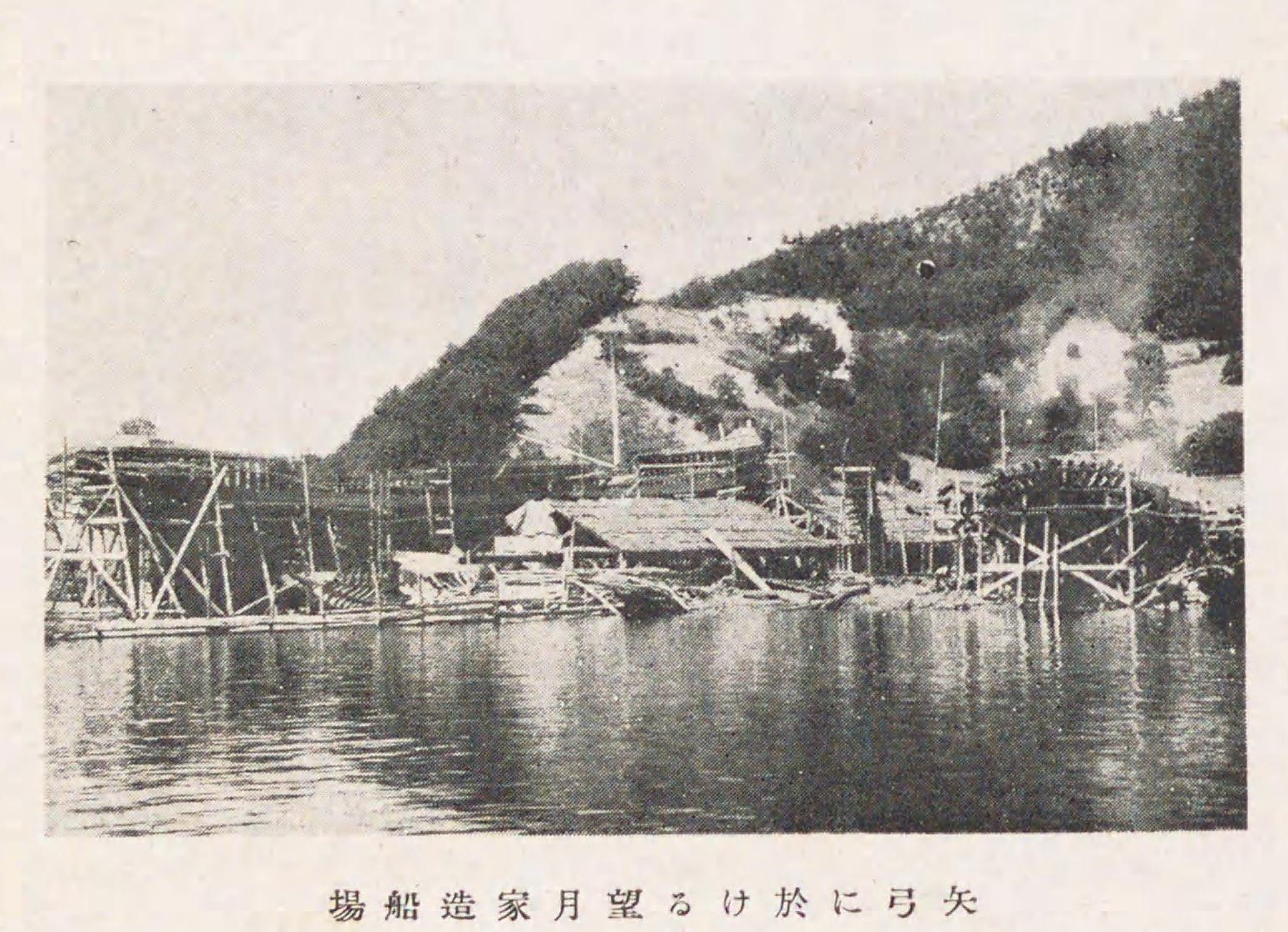
大崎上島にあった和船の造船場
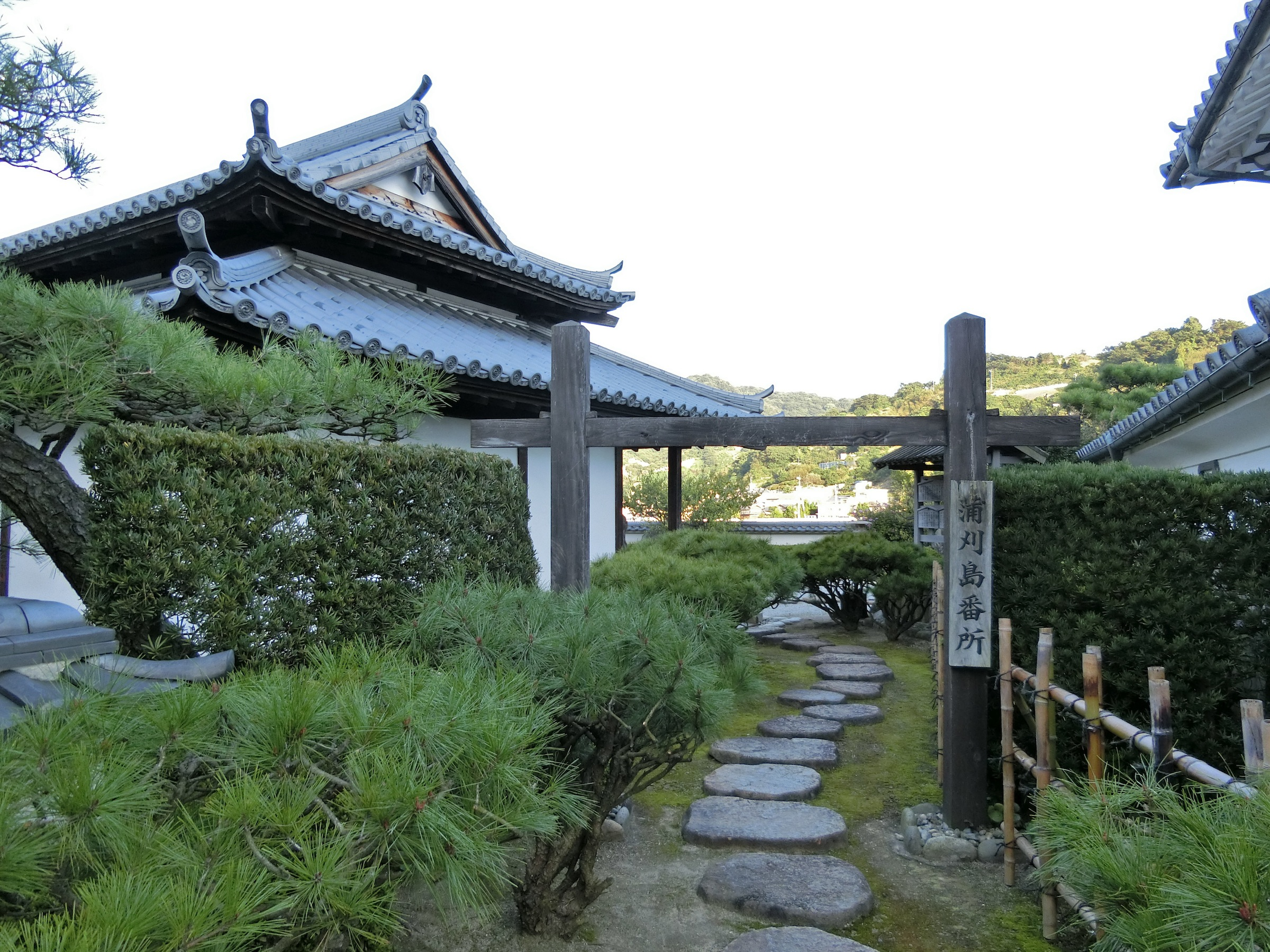
（復元）蒲刈島御番所
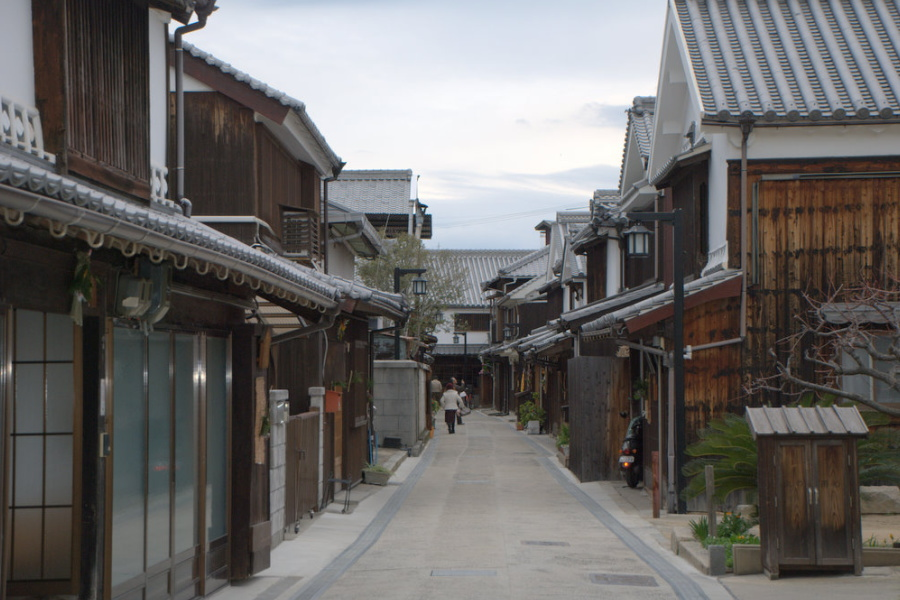
御手洗の町並み

17世紀後半寛文期頃、河村瑞賢によって東廻り航路・西廻り航路が整備され、東北地方・北陸地方の米穀などを江戸に運輸送する海上ルートが発達した。すでに西日本各地を水運でつないでいた瀬戸内海は、西廻り航路の整備によって、「天下の台所」大坂と、蝦夷地、東北・北陸・山陰地方を結ぶ物資輸送の大動脈となった。これによって島伝いに沖合を航行する「沖乗り」が発達し、御手洗・木江（大崎上島）・鼻栗（大三島）・岩城・弓削など瀬戸内中央部の港町は成長を遂げた。芸予諸島には「風待ち」「潮待ち」の船が入港した。御手洗では船宿・商家・倉庫、船の発着場の雁木や船番所などもできて港町としての整備がはかられ、当初は、薪・水・燃料供給が中心であったが、18世紀以降は北国米を中心とする廻船間の仲介・中継的問屋商業も盛んになった。
近世から近代にかけて塩作りはピークを迎える。江戸時代中期、西廻り航路が確立すると塩が大量に扱われ、瀬戸内海一帯は一大塩田地帯となった。商人たちによって島嶼沿岸部が塩田として整備され「浜旦那」と呼ばれた地主・経営者が誕生した。また本州・四国側においても竹原塩田（広島藩）・松永塩田（備後福山藩）・多喜浜塩田（西条藩）・波止浜塩田（伊予松山藩）が藩主導で整備され藩財政を潤した。これらは明治に入ると専売制となり、政府が管理した。その名を受け継いで現在も残るのが「伯方の塩」である。
江戸時代後期、藩の影響力を超えて芸予の地域交流が盛んになり、安芸の忠海からは塩・綿実・煙草・菰俵・苧などの特産品が多く輸出され、伊予廻船を通じて伊予から干鰯（肥料）・炭・蝋・紙などが輸入された。この頃の芸予諸島は物流の発展により、全国的にみても貨幣経済の浸透度が高かったとされる。
下見吉十郎によって、サツマイモ栽培が導入されたのもこの頃である。

### 明治以降 - 近代化と新産業

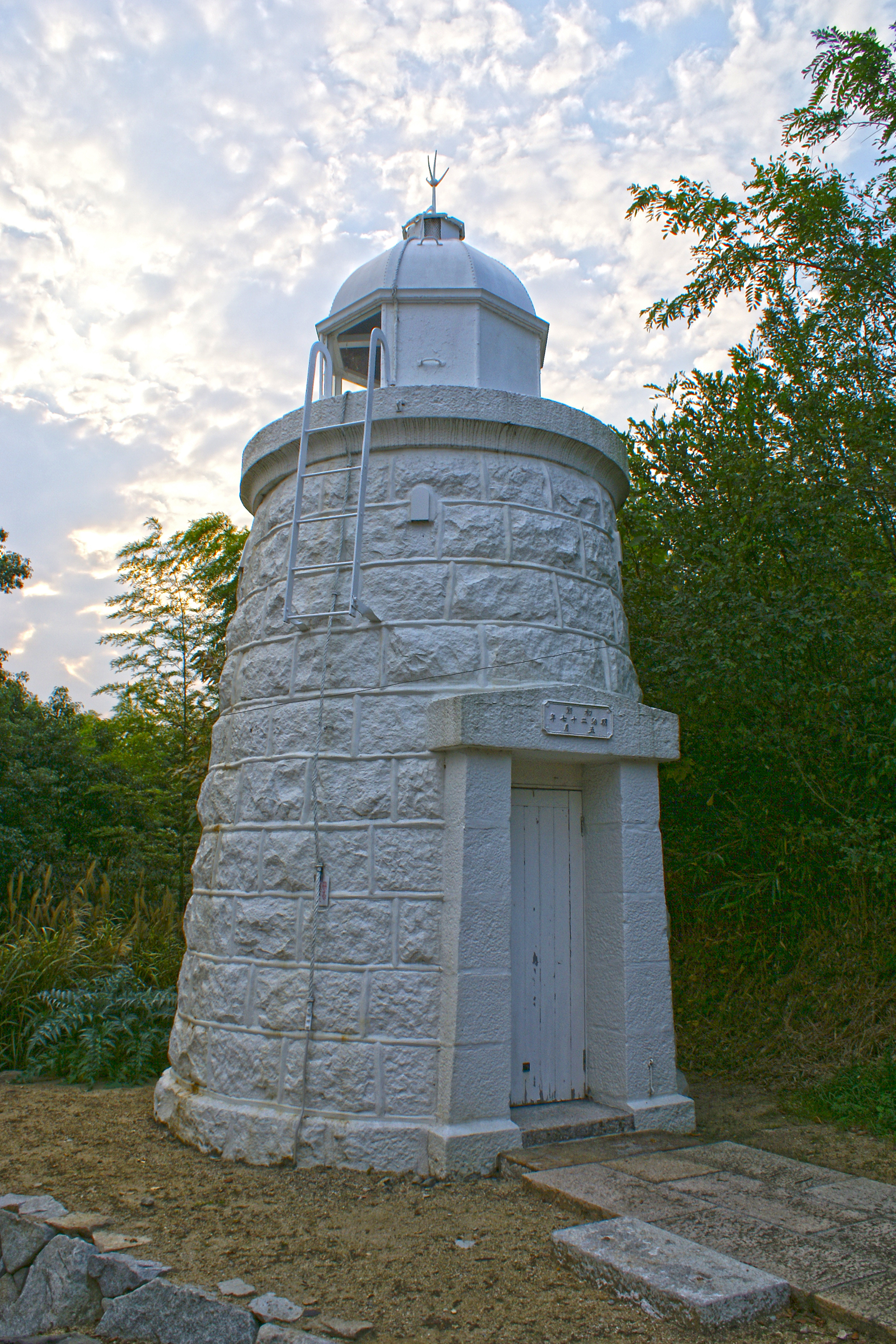
三原瀬戸航路に設置された9つの灯台の一つ、大久野島灯台。現在は四国村に移設。

明治時代以降機帆船の登場により風待ち潮待ちは必要がなくなり、そして鉄道の登場により物流も変わったため、小規模な中継港の存在意義は低下し衰えていった。その様子は「まるで水から引きあげた切花のように凋んでしまった」と言われた。
ただ、機帆船にとっても来島海峡は依然として航行困難な海峡であった。航行速度の遅い船はそこを避けるように北側を大きく迂回する航路、大三島と大崎上島の間－三原沖－向島と因島の間を通る”三原瀬戸航路”が活用されるようになる。そして航行困難な来島海峡と、航行は比較的容易ではあるが狭い航路幅に多くの船が航行した三原瀬戸航路では、船のトラブルが多発したためその周辺で近代的な造船所が出来ていくのである。
近代、芸予諸島では大勢の移民を輩出した。平野部がほぼ塩田で耕地が少なくその面積に対して農業人口が多かったこと、また江戸時代から出稼ぎが多かったことも一因として挙げられる。例えば、内海（福山市）の田島・横島の漁民は江戸時代から西海捕鯨に従事し、近代以降は漁業移民としてマニラ湾へ進出したという。
そして明治29年（1896年）船舶職員法改正により、それまでの廻船船頭は近代船の船長として認められなくなったことから、専門知識を学ぶ商船学校が設立されることになり、これが現在弓削商船高等専門学校や広島商船高等専門学校などとして存続し、多くの船員を輩出してきた。
一方で、女性の仕事としてはおちょろ舟があった。これは港に停泊する船に対して、陸側から小舟で売春に行く遊女舟で、船員に対して夜の世話だけでなく、家事などの身の回りの世話もしていた。近世において、沖乗りの港として大きく栄えた大崎下島の御手洗や、近代に石炭輸送の中継基地として栄えた大崎上島の木江が有名で、井伏鱒二『人と人影』など近代小説・紀行文にも登場する。1957年（昭和32年）売春防止法の施行以降廃止されているが、遊郭跡など当時のものが残っている。特に御手洗では、彼女たちを敬い大切に扱った痕跡が残っている。

### 近代の軍事拠点
明治以降、芸予諸島にはいくつかの軍事拠点が置かれた。
- 海軍兵学校 - 江田島。海上自衛隊幹部候補生学校の前身
- 芸予要塞

第二次世界大戦（太平洋戦争）では、芸予諸島にも空襲が行われた。因島では、1945年3月19日と7月28日にアメリカ軍から空襲を受け、造船工場などが破壊され、数十人が犠牲となった（因島空襲）。同年7月24日には、江田島湾奥に避難停泊していた重巡洋艦「利根」をアメリカ軍の大編隊が襲撃し、乗組員や周囲島民から多くの死傷者が出た。

### 第二次世界大戦後
戦後の復興期には造船業など、立地を生かして発展していったものもあるが、土地や水資源に恵まれず、労働力としての人口にも限界のある島諸部では、大規模な工場立地の余地が乏しく、成長のハンディとなり、むしろ労働力の供給源となった。

### 平成の大合併
1990年代初頭にバブル崩壊が起きると、国家財政が逼迫した日本国政府は、地方公共団体の財政基盤を強化し、複雑化・多様化する行政サービスに対応できる人員を確保するために、市町村合併を推し進めた。その結果、日本の市町村数は3,232（1999年3月）から1,718（2014年4月）に再編された。広島県の市町村は同時期に86から23に、愛媛県でも70から20に減り、減少率は広島県が長崎県に次ぐ全国2位の73.3%、愛媛県が新潟県に次ぐ全国4位の71.4%だった。
芸予諸島の市町村でも平成の大合併にともなって廃置分合が行われた。芸予諸島に市町村役場を置いていた自治体の多くは、呉市や今治市など、本州・四国本土に市役所を置く自治体と合併した。一方、江田島市・大崎上島町など、芸予諸島に役場を置く形で合併が行われたケースもある。

## 経済・産業
現在の主な産業は造船・観光・柑橘類栽培である。

### 経済圏
愛媛県側の島しょ部においては広島県側への経済的依存度は強い。インフラ面においても、全域が中国電力の電力送電網に属しており、中国新聞が購読できる。特に上島町は自動車で四国側に直接渡る手段がなく、一旦フェリーで広島県側に出て再度愛媛県に入る必要があるほか、水道水・医療・防災事業など生活インフラも一部広島県側に依存している。

### 造船

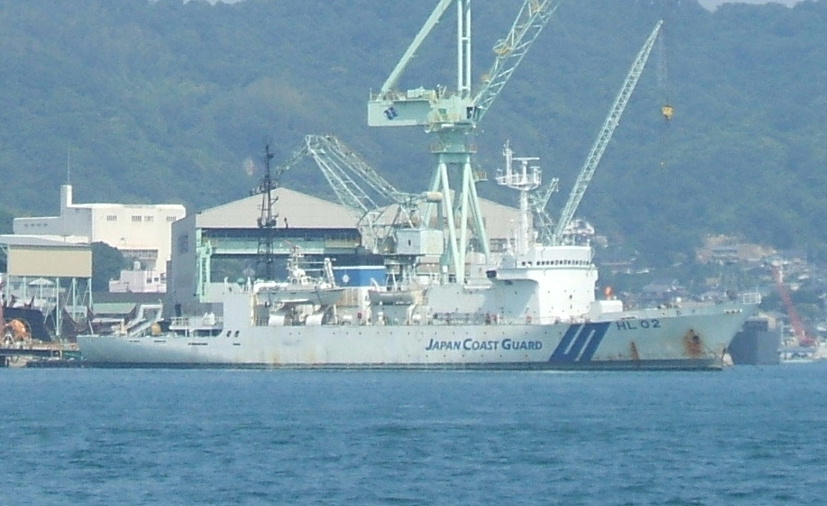
内海造船因島工場

古くから造船で栄えていた芸予諸島では、明治時代以降も日本造船業の一大拠点であった。造船業は波が激しく、戦争による特需とその反動が繰り返されていた。第二次世界大戦後も、建造ブームとその反動の繰り返しであった。特に、オイルショックが起きた1970年代以降は「構造的不況」によって造船業が衰退し、造船によって成り立っていた因島では不況により「島が沈む」とまで言われた。その後、円高不況なども経験し、2000年代には、中華人民共和国の経済発展によって造船の発注が増え、特需を迎えた。しかしながら、韓国・中国の建造技術向上と低価格化は目覚ましく、それらとの厳しい価格競争にさらされている。
芸予諸島に造船所を置く主な企業
- 内海造船
- ジャパン マリンユナイテッド
- 三和ドック
- 佐々木造船
- 新来島宇品どっく
- 向島ドック
- あいえす造船、岩城造船、しまなみ造船、伯方造船、 藤原造船所、村上秀造船

### 海運（船主）
特に、愛媛県今治市の旧伯方町の島々では海運業が盛んであり、昔から地元造船所が船主に対して建造代金の分割払いを認める「愛媛方式」という商慣行によって、零細事業者が船主として何隻もの船を持つ独特の経営が根付いている。主として内航船であったが、船主のなかには規模拡大し、やがて外航船を複数所有する事業者もいる。また造船・海運業者の周辺の事業者が集積し「海事都市」を形成している。

### 農業

#### 柑橘類
丘陵地でかつ温暖な気候なのを活かして近代から取り組まれてきたのが蜜柑をはじめとした、柑橘栽培である。急峻な山の頂上まで段々畑を築き、無人島に出向いて蜜柑畑を作る出作も行われている。愛媛では江戸時代終わりからミカンの栽培が始まり、現在では日本有数の産地となった。
ハッサクは、幕末に因島田熊町（旧因島市）の浄土寺で原木が発見された。生口島と大崎下島ではレモン（広島レモン）の栽培が盛んで、この2島だけで日本の生産量50%以上を占めている。

#### 除虫菊

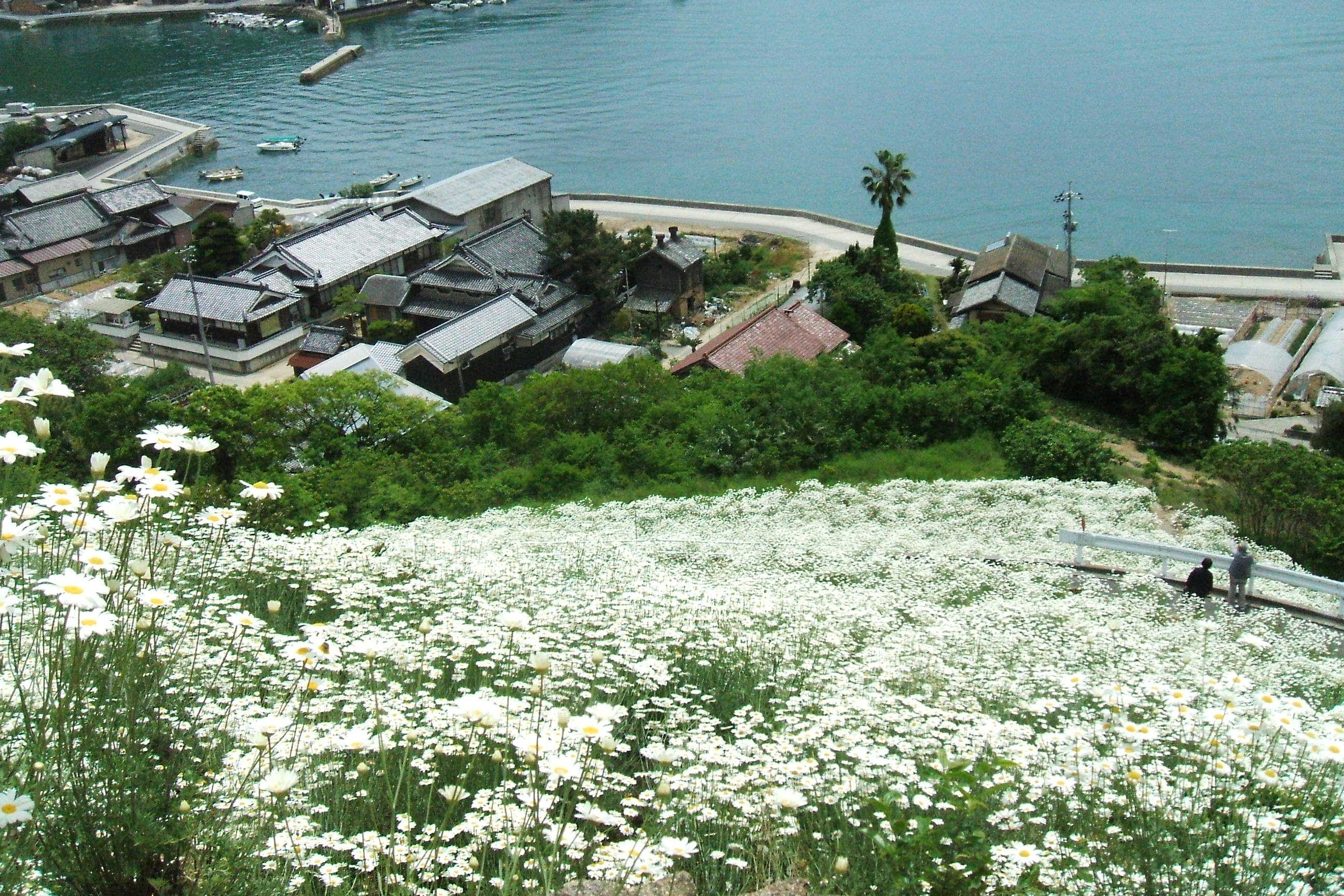
因島で観光用に栽培されている除虫菊

近代のみ栄えた農業の一つに、除虫菊（シロバナムシヨケギク）栽培が挙げられる。外来種の除虫菊が日本に導入されたのが、明治初期上山英一郎によってである。大正時代になって普及が進み、第一次世界大戦によって輸入殺虫剤が途絶えると、除虫菊の需要は高まった。ただ第二次世界大戦後になるとピレトリンが全化学合成され普及したため、作付は激減した。

### 観光
芸予諸島の近海は「日本のエーゲ海」とも呼ばれ、多島からなる景観が高く評価されている。また、新鮮な魚や柑橘、郷土料理など、多くの観光資源を有している
主な観光資源

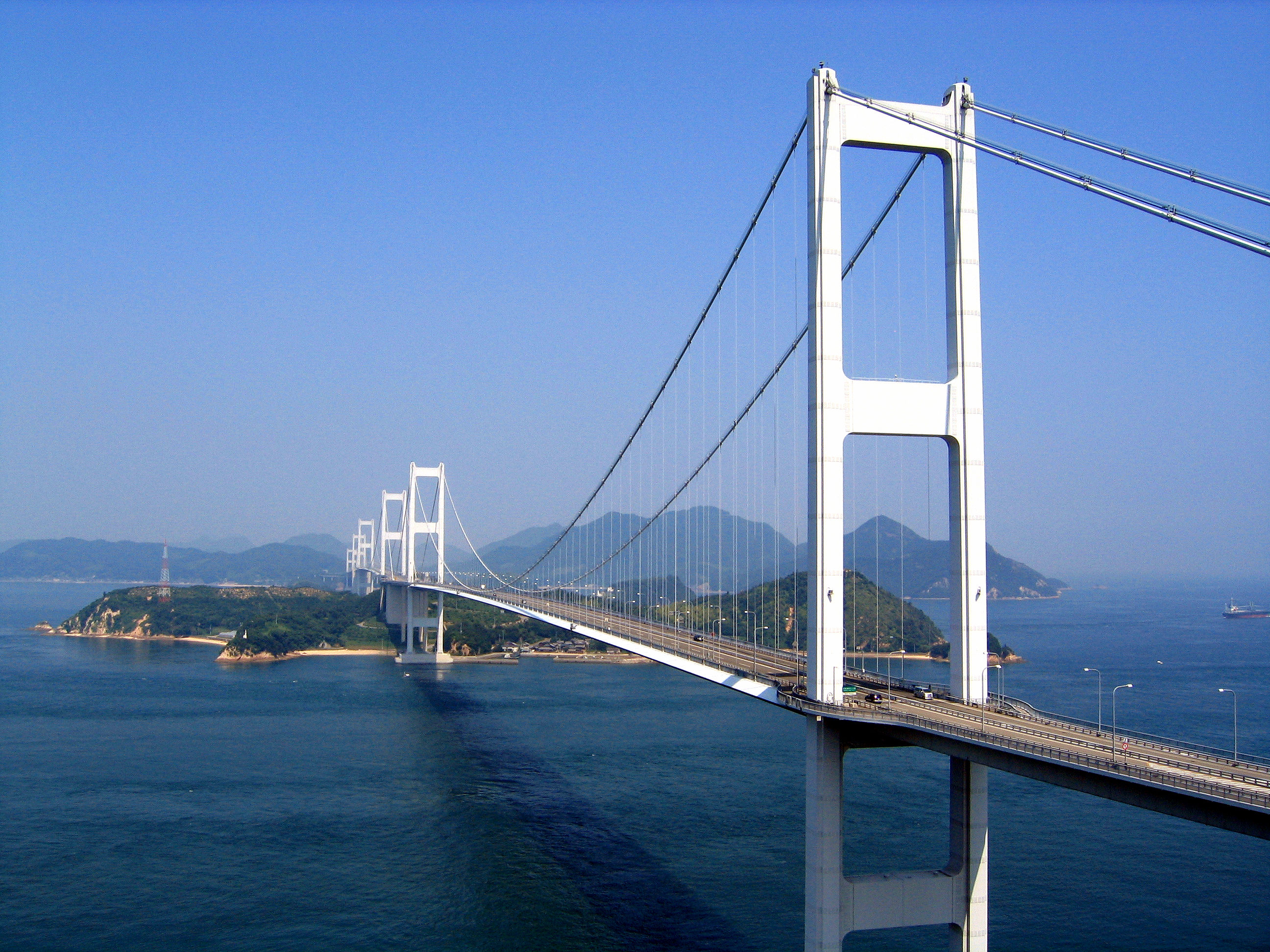
しまなみ海道の一部、来島海峡大橋

- しまなみ海道（広島県尾道市-愛媛県今治市間、約70km） - サイクリングコースがある[67]
- 契島 - 島全体が工場となっている。廃墟である世界遺産「端島」と比較して「生きた軍艦島」と呼ばれる[68]
- 大久野島 - ウサギの楽園と言われる
- 来島海峡 - 日本三大急潮の一つ

### 企業

#### 本社
芸予諸島に本社を置く企業
- 江田島 - 江田島バス
- 倉橋島 - 倉橋交通・榎酒造
- 下蒲刈島 - ひまわり交通
- 豊島 - 斎島汽船
- 大崎上島 - 佐々木造船
- 生口島 - 内海造船
- 因島 - 三光汽船・万田発酵・因の島ガス・因の島運輸・因島汽船・三和ドック・しまなみ海運・土生商船・家老渡フェリー汽船
- 向島 - 向島ドック・尾道渡船・歌戸運航・丸善製薬
- 大三島 - 藤原造船所・瀬戸内海交通
- 伯方島- 村上秀造船・しまなみ造船・伯方塩業（松山市と2本社制）

#### その他
芸予諸島の中には、一企業・団体が島全体を所有しているものがある。
- 契島 : 東邦亜鉛によって銀・銅・鉛が生成されている。特に鉛は日本全体の90%を生産しており、その大部分が自動車のバッテリーに使われる[68]。
- 三ツ子島 : 三ツ子島埠頭によって工業塩が貯蔵されている。
- 長島 : 元々は中国電力大崎発電所。現在は中電と電源開発の共同出資で設立された大崎クールジェンによる石炭ガス化複合発電用の試験プラントが置かれている。
- （大久野島） : 環境省所有の休暇村

## 文化

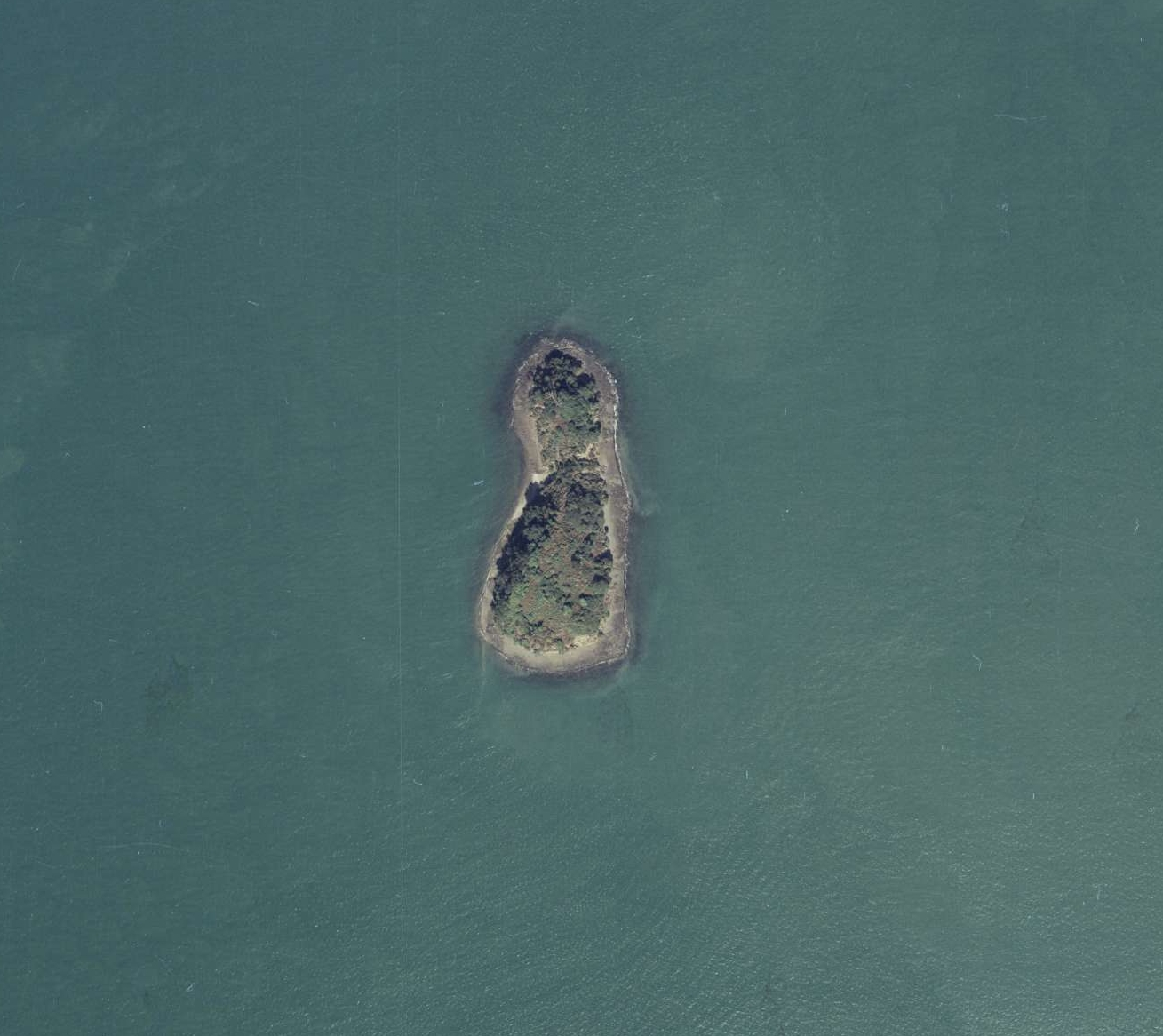
瓢箪島の上空写真。上（北）が広島県、下（南）が愛媛県

江戸時代における朝鮮王国（朝鮮通信使）との交流によって、芸予諸島の人々は日本文化の独自性を認識するようになったとされる。また、経済的豊かさや上方文化をはじめ各地との交流によって芸予諸島の町人・民衆文化が隆盛した。『日本外史』を著した頼山陽は晩年に京都の自邸書斎を「山紫水明処」と名付けた。この「山紫水明」（山影は青紫に沈み、海面は乳白色に光り、刻一刻暮色を深める風景）は、瀬戸内海の素晴らしい景観を伝える表現と言われている。
広島・愛媛県境がある瓢箪島はNHKの人形劇『ひょっこりひょうたん島』（1964年放送開始）のモデルとする見方もある

### 日本遺産
「“日本最大の海賊”の本拠地：芸予諸島－よみがえる村上海賊“Murakami KAIZOKU”の記憶－」として2016年4月25日に日本遺産の第2期の19箇所の一つに認定された。全42項目のうち、今治市本土（7箇所）と尾道市本土（3箇所）と以下の島々の中の30箇所に対象がある。なお生口島（生口氏）や瓢箪島と村上氏とは直接関係ないものも含まれている。
- 今治側：大三島（3箇所）、古城島、伯方島、能島、見近島、大島（5箇所）、武志島・中渡島、来島、小島、怪島
- 尾道側：因島（8箇所）、向島（2箇所）、生口島（2箇所）、瓢箪島、百島

### 櫂伝馬
櫂伝馬船とは、一般には櫂で漕ぐ伝馬船のことで、特に船神事での神輿渡御において御座船を曳航する船（タグボート）のことを言う。ルーツは中世における水軍が用いた「小早」と呼ばれた行き足の早い船にあるという。
芸予諸島に点在する厳島神社分社あるいは住吉神社分社では、櫂伝馬を用いた例祭が行われていた。それが長じて地区ごとで櫂伝馬を走らせ競争する祭事、そして観光用の祭りとして発展した。ただ高齢化により漕ぎ手が不足したことから姿を消しているものもある。以下、櫂伝馬の祭りを列挙する。
- 大三島 : 三島水軍鶴姫祭り鶴姫レース、宗方八幡神社櫂伝馬
- 大崎上島 : 大崎上島櫂伝馬競漕
- 因島 : 因島水軍まつり海まつり
- 高根島・生口島 : ホーランエ
- 上蒲刈島 : 日高神社例祭
- 豊島 : 室原神社奴行列

## 交通

### 架橋
小さな島が密集し、海峡部に狭隘な個所もあることから架橋による離島性の解消が大きな政治・行政課題となっており、本州と四国をつなぐ瀬戸内しまなみ海道となって結実した。このルートは構想段階では尾道今治ルートと呼ばれ、本州-向島-因島-生口島-大三島-伯方島-見近島-大島-馬島-四国（（旧）今治市）を通る形で建設されている。
これを縦（南北）の軸とすると島を結ぶ横（東西）の軸として、広島県側では県の積極的な架橋により、安芸灘諸島連絡架橋の一部として愛称・安芸灘とびしま海道で下蒲刈島-上蒲刈島-豊島-大崎下島-平羅島-中ノ島（以上広島県）-岡村島（愛媛県）までは連結している（全体構想としては大崎上島までのルート、また別の構想として岡村島から東に島伝いに大三島までのルートもある。）。また個々に江田島・倉橋島なども本州と橋で繋がっている。このため、大崎上島を除く大型の島は離島ではなくなり離島振興法上の離島指定は解除されている。一方、愛媛県側はしまなみ海道を除けば遅れをとった。上島諸島の架橋は進んだものの、依然、本土と道路で連結してはいない。また、旧・関前村の大下島などは依然離島のままであり、離島解消の目途は立っていない。なお、上記のとおり旧・関前村の最西端の島である岡村島は四国側ではなく本州側に道路で接続されている。

#### 海上旅客・車両輸送
かつては本州・四国とその間の芸予諸島の島々を結ぶ多数の旅客船・フェリー航路が存在したが、過疎化・人口減少、架橋による陸路シフトの影響もあり、航路休廃止・減便等が続いている。
主なフェリー会社
| - 大三島ブルーライン - 斎島汽船 - しまなみ海運 - 山陽商船 - 大崎汽船 - 安芸津フェリー - 三光汽船 - 斎島汽船 | - 瀬戸内クルージング - 土生商船 - 今治市営フェリー - 芸予汽船 - 家老渡フェリー汽船 - 尾道渡船 - 歌戸運航 |

## 各島の概要
- 各島の詳細は各島の頁を参照
- 面積の単位は平方キロメートル
- 人口の単位は人（2010年国勢調査）
- 芸予諸島に市役所・町役所・村役所を置く市町村は太字表記

### 広島県
| 名称              | 市町村     | 架橋                                                 | 面積  | 人口  | 備考                                                               |
| ----------------- | ---------- | ---------------------------------------------------- | ----- | ----- | ------------------------------------------------------------------ |
| 大黒神島          | 江田島市   |                                                      | 7.31  | 0     |                                                                    |
| 沖野島            | 江田島市   | 沖野島橋                                             | 0.75  | 4     |                                                                    |
| 能美島 （江田島） | 江田島市   | 沖野島橋・早瀬大橋                                   | 91.53 | 27027 | かつては能美島と江田島に分かれていた                               |
| 倉橋島            | 呉市       | 早瀬大橋・音戸大橋・ 第二音戸大橋・堀切橋・ 鹿島大橋 | 69.59 | 18628 | 堀切橋により繋がる鹿老渡島を含む                                   |
| 三ツ子島          | 呉市       |                                                      | 0.10  | 0     | 工業塩の貯蔵用に使われている                                       |
| 鹿島              | 呉市       | 鹿島大橋                                             | 2.64  | 324   |                                                                    |
| 情島              | 呉市       |                                                      | 0.69  | 10    |                                                                    |
| 下蒲刈島          | 呉市       | 安芸灘大橋・蒲刈大橋                                 | 8.00  | 1635  |                                                                    |
| 上蒲刈島          | 呉市       | 蒲刈大橋・豊島大橋                                   | 18.91 | 2060  |                                                                    |
| 屋久比島          | 呉市       |                                                      | 0.66  | 0     |                                                                    |
| 豊島              | 呉市       | 豊島大橋・豊浜大橋                                   | 5.67  | 1373  |                                                                    |
| 斎島              | 呉市       |                                                      | 0.70  | 21    |                                                                    |
| 三角島            | 呉市       |                                                      | 0.58  | 34    |                                                                    |
| 大崎下島          | 呉市       | 豊浜大橋・平羅橋                                     | 17.48 | 2572  |                                                                    |
| 平羅島            | 呉市       | 平羅橋・中の瀬戸大橋                                 | 0.15  | 0     |                                                                    |
| 中ノ島            | 呉市       | 中の瀬戸大橋・岡村大橋                               | 0.18  | 0     |                                                                    |
| 大芝島            | 東広島市   | 大芝大橋                                             | 1.70  | 169   |                                                                    |
| 大崎上島          | 大崎上島町 | 長島大橋                                             | 30.38 | 8160  |                                                                    |
| 長島              | 大崎上島町 | 長島大橋                                             | 1.06  | 17    |                                                                    |
| 契島              | 大崎上島町 |                                                      | 0.09  | 42    | 全島が東邦亜鉛の私有地。いわゆる軍艦島                             |
| 生野島            | 大崎上島町 |                                                      | 2.26  | 23    |                                                                    |
| 大久野島          | 竹原市     |                                                      | 0.7   | 26    | 多数のウサギが生息                                                 |
| 佐木島            | 三原市     |                                                      | 8.73  | 841   |                                                                    |
| 小佐木島          | 三原市     |                                                      | 0.5   | 22    | 人口は2000年                                                       |
| 高根島            | 尾道市     | 高根大橋                                             | 5.57  | 550   |                                                                    |
| 生口島            | 尾道市     | 高根大橋・生口橋・多々羅大橋                         | 31.06 | 9674  |                                                                    |
| 因島              | 尾道市     | 因島大橋・生口橋                                     | 34.98 | 23953 | 旧備後国。芸予諸島の中心的な島。造船が盛ん。                       |
| 細島              | 尾道市     |                                                      | 0.76  | 53    | 旧備後国                                                           |
| 岩子島            | 尾道市     | 向島大橋                                             | 2.45  | 649   | 旧備後国                                                           |
| 向島              | 尾道市     | 新尾道大橋・尾道大橋・向島大橋                       | 22.23 | 23510 | 旧備後国                                                           |
| 百島              | 尾道市     |                                                      | 3.08  | 584   | 旧備後国                                                           |
| 戸崎              | 尾道市     | 広島県道365号・市道                                  |       |       | 旧備後国。隣接の旧海老島との間は埋め立てられて細い瀬戸となっている |
| 田島              | 福山市     | 内海大橋・睦橋                                       | 8.59  | 1630  | 旧備後国                                                           |
| 横島              | 福山市     | 睦橋                                                 | 4.05  | 1207  | 旧備後国                                                           |

### 愛媛県
| 名称     | 市町村 | 架橋                               | 面積  | 人口 | 備考                                         |
| -------- | ------ | ---------------------------------- | ----- | ---- | -------------------------------------------- |
| 大三島   | 今治市 | 大三島橋・多々羅大橋               | 64.56 | 5675 | 人口は2015年                                 |
| 大島     | 今治市 | 大島大橋・来島海峡第一大橋         | 41.89 | 6031 | 人口は2015年                                 |
| 伯方島   | 今治市 | 伯方橋・大三島橋                   | 20.85 | 6359 | 人口は2015年                                 |
| 岡村島   | 今治市 | 岡村大橋                           | 3.13  | 648  | 人口は2000年                                 |
| 大下島   | 今治市 |                                    | 1.75  | 87   |                                              |
| 津島     | 今治市 |                                    | 1.49  | 18   |                                              |
| 小大下島 | 今治市 |                                    | 0.99  | 32   |                                              |
| 来島     | 今治市 |                                    | 0.99  | 23   |                                              |
| 鵜島     | 今治市 |                                    | 0.99  | 33   |                                              |
| 小島     | 今治市 |                                    | 0.99  | 25   |                                              |
| 馬島     | 今治市 | 来島海峡第二大橋・来島海峡第三大橋 | 0.99  | 32   |                                              |
| 比岐島   | 今治市 |                                    | 0.99  | 3    |                                              |
| 見近島   | 今治市 | 大島大橋・伯方橋                   | 0.99  | 0    | 人口は2000年                                 |
| 岩城島   | 上島町 | 岩城橋                             | 8.95  | 2033 | 人口は2015年                                 |
| 佐島     | 上島町 | 弓削大橋・生名橋                   | 2.67  | 489  | 人口は2015年                                 |
| 弓削島   | 上島町 | 弓削大橋                           | 8.66  | 2835 | 人口は2015年                                 |
| 生名島   | 上島町 | 生名橋・岩城橋                     | 3.68  | 1582 | 人口は2015年                                 |
| 赤穂根島 | 上島町 |                                    | 2.09  | 2    | 昭和20年代から有人化と無人化を繰り返している |
| 魚島     | 上島町 |                                    | 1.37  | 190  |                                              |
| 高井神島 | 上島町 |                                    | 1.34  | 38   |                                              |
| 豊島     | 上島町 |                                    | 0.99  | 0    | 2010年代に無人化                             |
| 百貫島   | 上島町 |                                    | 0.99  | 0    | 人口は2000年                                 |
| 安居島   | 松山市 |                                    | 0.3   | 20   | 人口は2015年                                 |

### 2県に渡る島
| 名称   | 県            | 市町村        | 架橋 | 面積 | 人口 | 備考                                                                  |
| ------ | ------------- | ------------- | ---- | ---- | ---- | --------------------------------------------------------------------- |
| 瓢箪島 | 広島県 愛媛県 | 尾道市 今治市 |      | 0.99 | 0    | 広島・愛媛県境がある 『ひょっこりひょうたん島』のモデルとする説がある |

## ギャラリー

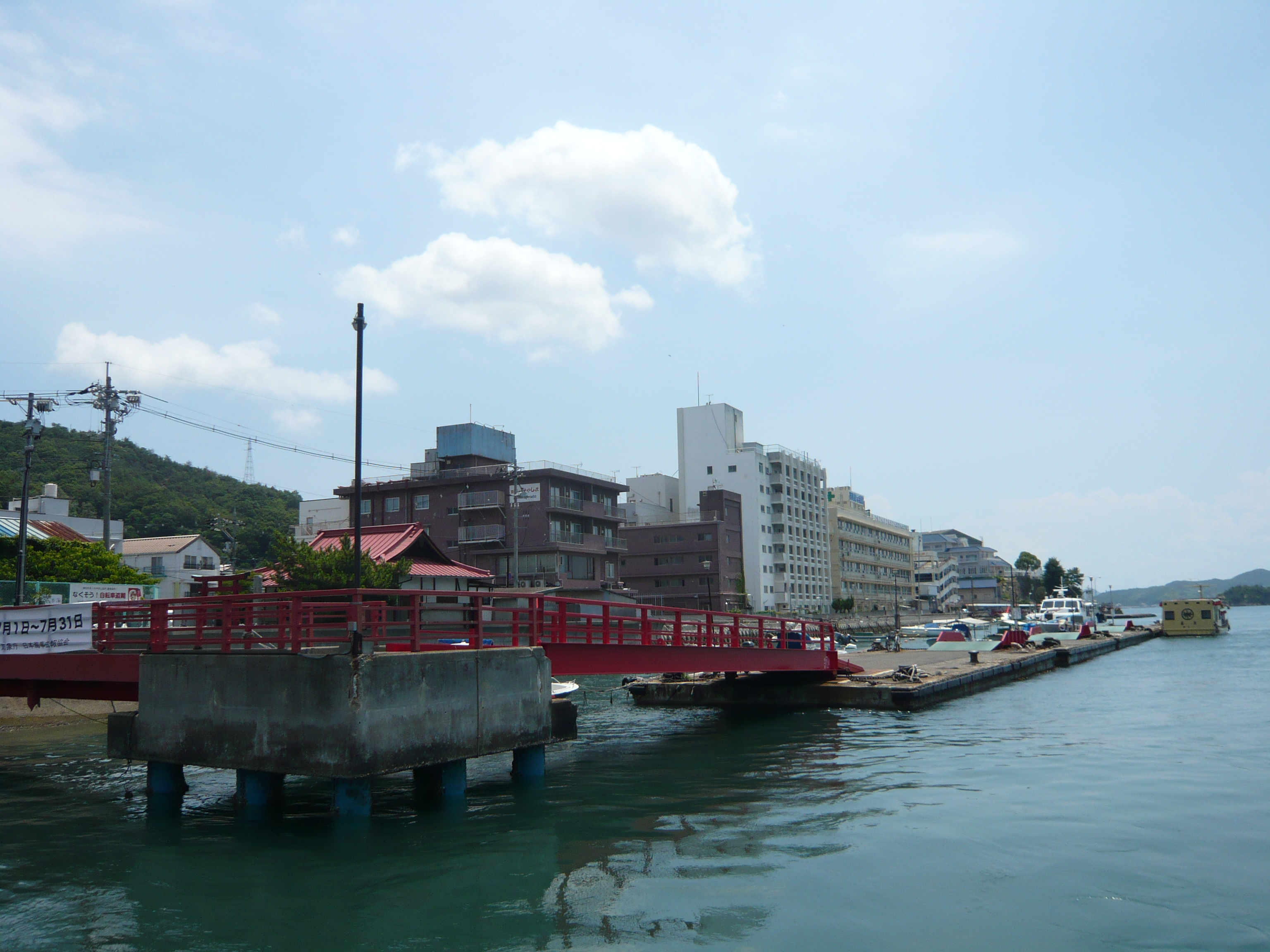
因島中心部
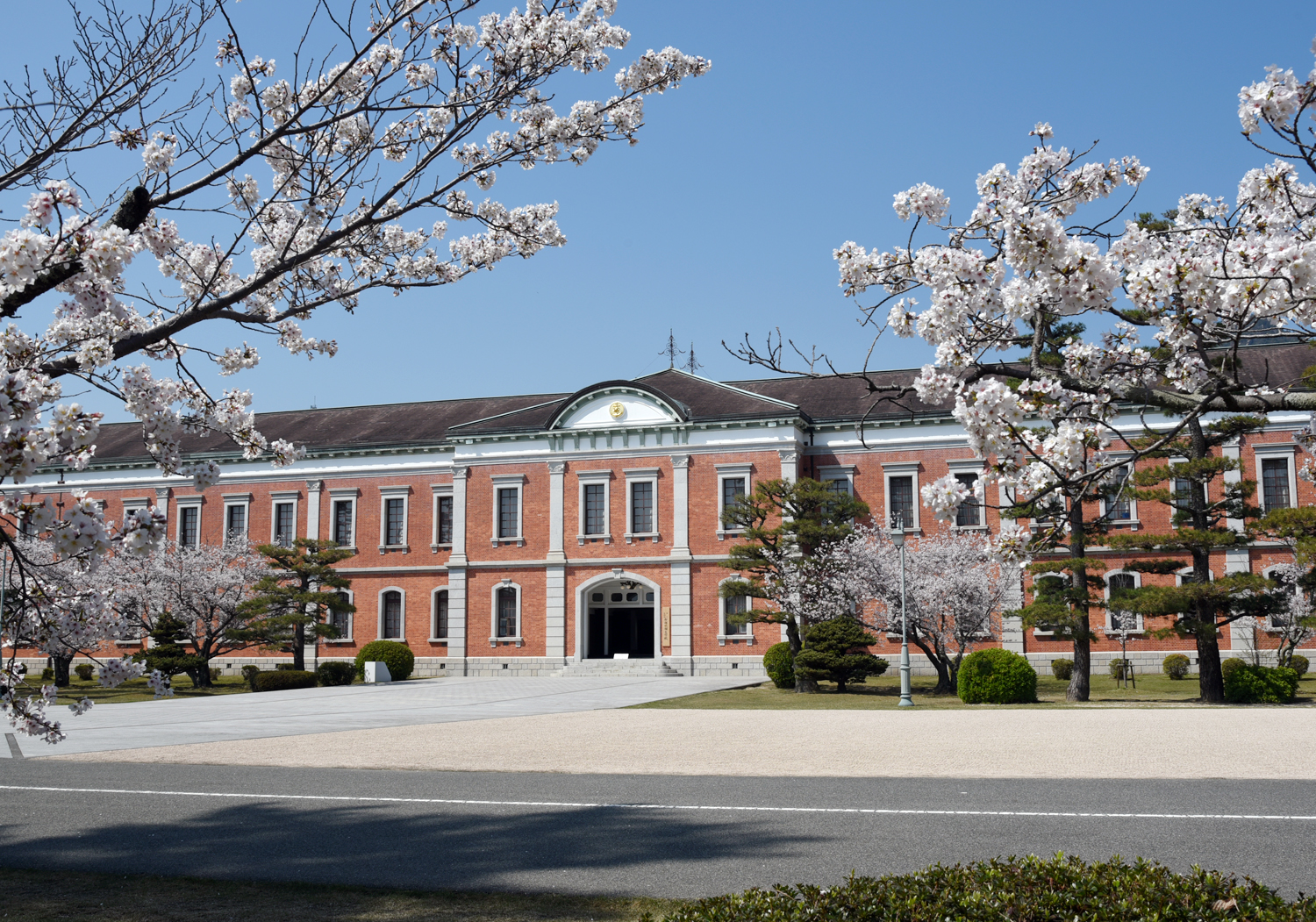
江田島の海自幹部候補生学校（旧海軍兵学校）
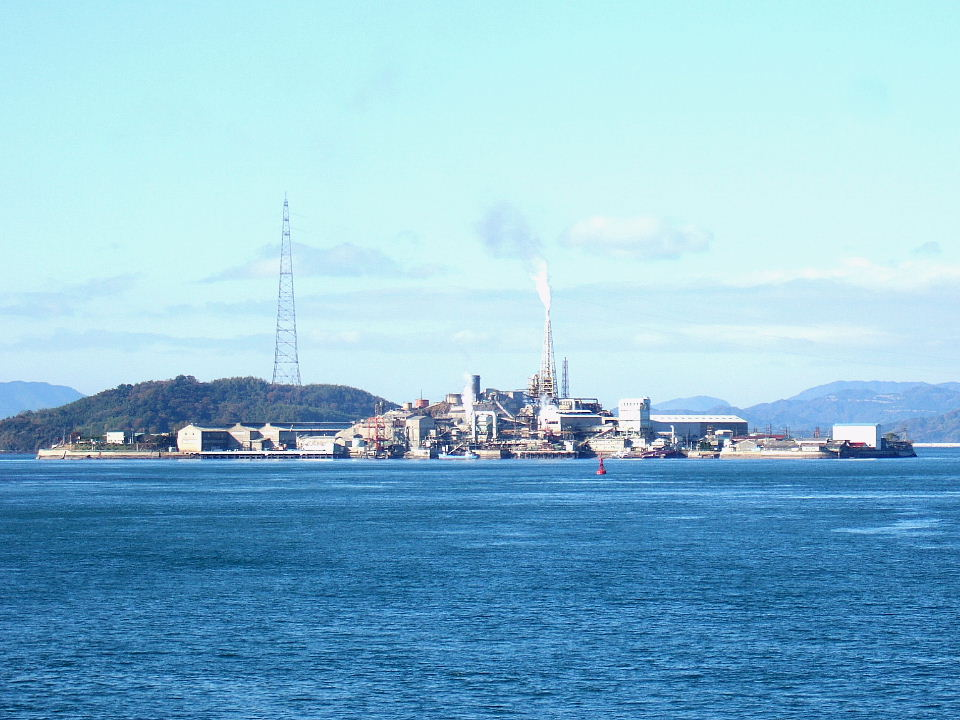
契島
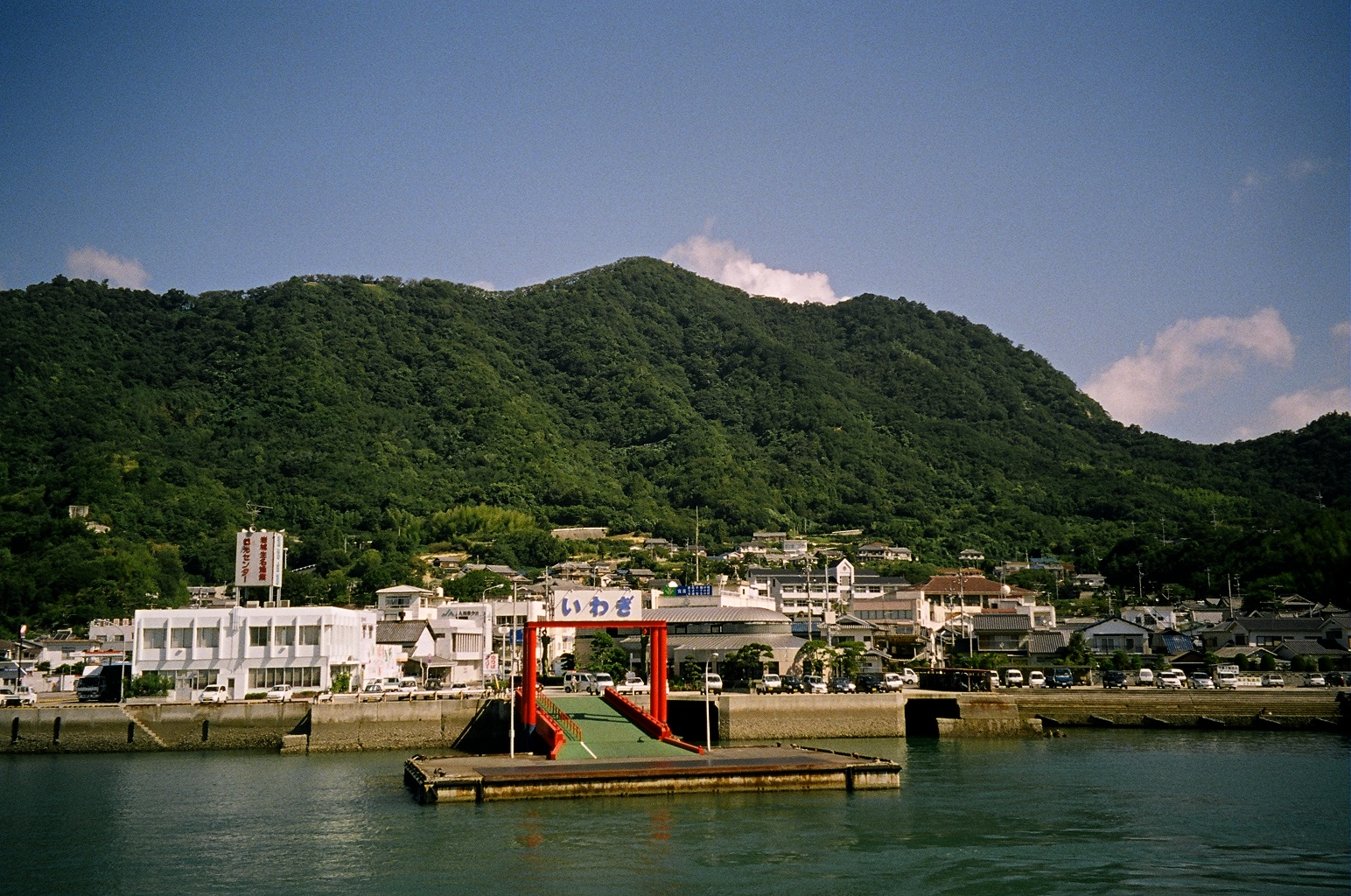
岩城島の岩城漁港